# 동허이 공항
동허이 공항(베트남어: Sân bay Đồng Hới, IATA: VDH, ICAO: VVDH)은 베트남의 비행장으로 꽝빈성 동허이에 있는 국제공항이다. 동허이 시내 중부에 있으며, 시내 중심부로부터 6km 밖에 소재해 있다. 시내에서 버스나 택시로 약 10분~15분이 걸린다.
항공여객 및 화물을 수송해왔으며, 동허이 공항은 현재 연간 500,000명 이상의 승객이 이용하고 있다. 서비스를 원활히 제공하도록 항공기 에어버스 A320 등 항공버스를 운영하고 있다. 또한 공항장 주변에는 택시 정류장도 있다.

## 연혁
1930년 베트남이 프랑스의 식민지로 있을 때, 프랑스 주둔군은 당시 프랑스 령 인도차이나 동쪽에 비포장 활주로를 건설하였고, 이는 동허이 공항의 기초가 되었다. 공항 북쪽 건물과 시설은 베트남 전쟁 당시 건설되었으며 베트콩에 의해 사용되었다.
2003년, 퐁냐케방 국립공원은 유네스코에 의해 세계자연유산으로 인정받았다. 퐁나케방 국립공원이 유네스코로부터 세계자연유산으로 인정받은 뒤 관광객이 급증했다. 퐁냐 동굴은 영국동굴협회에 의해 세계에서 가장 길고, 가장 아름답고, 가장 긴 지하강으로 인정받고 있다. 또한 꽝빈성은 녓레 해변, 다냐이, 리호아, 방 생수(레투이현)와 같은 자연스럽고 깨끗한 해변으로 유명하다. 따라서 꽝빈성에 있는 휴식 관광과 자연 탐사의 필요을 충족하기 위해 동허이 공항을 건설하여 관광 개발에 기여하고자 했다.
2004년 8월 30일에 신축공사가 시작되었고, 2007년 마지막 분기까지 완료될 예정이었다. 공항 건설 예상 비용은 1500만 달러로 베트남 민간항공청 산하 기관인 베트남 북부항공공사가 투자한 금액이다. 정부의 자금 부족으로 공항 건설 일정이 지연되었다. 2008년 2월 완공될 예정이었으나 일부 미결 항목(전체 작업의 10%)이 있어 마감 시한이 연장되었다. 개정된 계획 일정에 따르면, 이 공항은 2008년 3분기에 완공되고 개장될 예정이었다. 이 시설의 건설은 2008년 5월에 완료되었다. 베트남 총리는 2008년 5월 15일자로 이 공항을 2008년 5월 18일에 운영하기로 한 결정에 서명했다. 첫 상업 비행은 하노이의 노이바이 국제공항으로 진행되었으며 2008년 5월 18일 이 공항에 착륙한 것으로 시작되었다.
2018년 4월 베트남 민간기업인 FLC그룹(뱀부 항공의 소유주)이 이 공항을 확장하자는 제안을 베트남 당국에 제출했다. 베트남 교통부는 2018년 4분기에 이 공항을 확장하고 더 많은 국제선 노선을 취항시키자는 이 제안을 승인했다. 증축은 활주로가 3600m까지 확장되고, 연간 1000만 명의 승객을 수용할 수 있는 새로운 터미널 건설 및 기타 보조 시설의 건설과 함께 2012년 4/4분기에 시작될 예정이었다.
이 공항은 2020년 확장사업이 끝난 뒤 A350 B787과 같은 대형 항공기를 서비스할 수 있는 평행 유도로와 함께 4E급 활주로 1개(3600m x 45m)를 보유하게 되며, 별도의 국제선 및 국내선 터미널 2개, 연간 1000만 명의 승객을 수용할 수 있게 된다.

## 운항 노선

### 국내선
| 항공사             | 목적지         |
| ------------------ | -------------- |
| 베트남항공         | 호치민         |
| 뱀부 에어웨이스    | 하노이, 호치민 |
| 젯스타 퍼시픽 항공 | 호치민         |
| 비엣젯 항공        | 호치민         |

## 통계
기간 : 2009 ~2011년 통계
- 2008: 104 항공기 운항, 2351 여객
- 2009: 470 항공기 운항, 22,564 여객
- 2010: 984 항공기 운항, 49,803 여객
- 2011: 956 항공기 운항, 68,427 여객[5]
- 2012: 1104 항공기 운항, 90,000 여객[6]
- 2013: 105,586 여객
- 2014: 114,000 여객[7]
- 2015: 261,372 여객, 전년대비 122,1% 증가[8]
- 2016: 365,820 여객(전년대비 39.96% 증가).[9]
- 2017: 500,000 여객(전년대비 36,67% 증가)[10]

## 같이 보기
- 베트남의 교통